# Mobile Home (film)
Pour le type d'habitation mobile home, voir Maison mobile.
Pour les articles homonymes, voir Mobile home (homonymie).
Pour plus de détails, voir Fiche technique et Distribution.
Mobile Home est un film belge, réalisé par François Pirot, distribué au Benelux par CinéArt et en France par DistriB Films. Il s'agit du premier long métrage du réalisateur.

## Synopsis
Deux trentenaires décident d'acheter un camping-car et de partir sur les routes...

## Fiche technique
- Réalisation : François Pirot
- Scénario : François Pirot,  Maarten Loix, Jean-Benoît Ugeux
- Production déléguée[Quoi ?] : Joseph Rouschop, Valérie Bournonville, Frédéric Corvez, Clément Duboin, Donato Rotunno
- Image : Manuel Daccosse Sbc
- Montage : Albertine Lastera
- Mixage : Philippe Grivel
- Musique originale : François Petit, Michaël De Zanet, Coyote Renaud Mayeur
- Décoration : François Dickes
- Costumes : Isabelle Dickes
- Maquillage : Véronique Dubray
- Son : Benoît De Clerck
- Dates de sortie :
  - Belgique : 22 août 2012
  - France : 29 août 2012

## Distribution
- Arthur Dupont : Simon
- Guillaume Gouix : Julien
- Jean-Paul Bonnaire : Luc
- Claudine Pelletier : Monique
- Jackie Berroyer: Jean-Marie
- Anne-Pascale Clairembourg : Sylvie
- Eugénie Anselin : Maya
- Arnaud Bronsart : Stéphane
- Gwen Berrou : Virginie
- Jean-François Wolff : Gérard
- Jérôme Varanfrain : Mathieu
- Catherine Salée : Valérie
- Mounir Bouallevui: Mounir
- Gaël Maleux : Raphaël
- Archibald Himbert : Cédric
- Edwige Baily : Charlotte
- Gaëtan Servais : Gaëtan

## Distinctions
- 2012 : Deuxième Prix du Jury des Jeunes au Festival international du film de Locarno[1].
- Magritte 2013 : Meilleur espoir féminin pour Anne-Pascale Clairembourg et  Meilleure musique originale